# Vin Scully
Vincent Edward Scully (El Bronx, 29 de noviembre de 1927-Hidden Hills, 2 de agosto de 2022) fue un comentarista deportivo estadounidense, conocido por sus 67 temporadas llamando juegos para Los Angeles Dodgers de la Major League Baseball, comenzando en 1950 (cuando la franquicia estaba ubicada en Brooklyn) y terminando en 2016.
La permanencia de Scully con los Dodgers fue la más larga de cualquier locutor con un solo equipo en la historia del deporte profesional, y solo fue superado por Tommy Lasorda (por dos años) en términos de número de años asociados con la organización de los Dodgers en cualquier capacidad. Se retiró a los 88 años en 2016, poniendo fin a su carrera récord como locutor jugada por jugada del equipo.En su última temporada detrás del micrófono, Scully anunció la mayoría de los juegos en casa de los Dodgers (y algunos juegos fuera de casa) en SportsNet LA television y KLAC radio. Era conocido por su voz distintiva, su estilo líricamente descriptivo y su introducción característica a los juegos de los Dodgers: "¡Es hora de béisbol de los Dodgers! Hola a todos, y una muy agradable buena (tarde/noche) para ustedes, donde sea que estén". Muchos lo consideran el mejor locutor de béisbol de todos los tiempos, según las clasificaciones de aficionados, Bleacher Report y Fox Sports
Además del béisbol de los Dodgers, Scully convocó varios concursos de fútbol y golf televisados a nivel nacional para CBS Sports de 1975 a 1982, y fue el locutor principal de béisbol de NBC Sports de 1983 a 1989. También convocó la Serie Mundial para CBS. Radio de 1979 a 1982 y nuevamente de 1990 a 1997.

## Biografía
Vin Scully creció en el Bronx, el distrito de Nueva York donde nació, y en Washington Heights, un distrito de Manhattan. Su madre, Bridget, era irlandesa. Su padre Vincent Aloysius Scully, un comerciante de seda, sucumbió a la neumonía cuando Vin tenía 4 años. Fue criado por su madre y su compañero, un marinero inglés llamado Allan Reeve. Scully estudió radio en la Universidad de Fordham y se graduó en 1949. Durante sus años de estudiante, participó en el lanzamiento, en 1947, de la estación de radio WFUV, en la que fue comentarista habitual de béisbol, fútbol y baloncesto americano y Fordham Rams, universidad equipos deportivos. Poco antes de graduarse, inició su búsqueda de empleo y le ofrecieron un puesto en WTOP, una estación de radio Clase A, de la cadena CBS, con sede en Washington D. C.
Comenzó en 1950 y en 1955 los Dodgers de Brooklyn ganaron su primera Serie Mundial: Damas y caballeros, los Dodgers de Brooklyn son los campeones del mundo. Durante el invierno de 1955-56, la única pregunta que escuchó Vin fue: ¿cómo pudiste permanecer tan tranquilo anunciando este triunfo Y Scully responde: “Si hubiera agregado una palabra más, habría llorado. (Si hubiera dicho otra palabra, habría llorado)..
Nombrado el mejor periodista deportivo de California 38 veces, recibió el premio Ford C. Frick Baseball Hall of Fame Award en 1982 y un premio Emmy Lifetime Achievement Award.
Fue elegido para el Salón de la Fama de la Radio en 1995 y fue nombrado el mejor periodista deportivo de televisión del siglo XX por la Asociación Estadounidense de Presentadores Deportivos en 2000. Durante sus últimos años de trabajo, Scully, octogenario, describía los juegos locales de los Dodgers y limitaba sus viajes a partidos fuera de casa jugados en California o en estados cercanos, en particular Arizona. Describe alrededor de 100 juegos por temporada. Hacia el final de su carrera, solo firma contratos de un año y eventualmente informa si volverá por un año más.
El 23 de agosto de 2013, Scully indicó su intención de continuar describiendo los juegos de los Dodgers para la temporada 2014 por 65 años. El 29 de julio de 2014 confirmó que volvería al año siguiente, en 2015, para su temporada número 668. El 28 de agosto de 2015, anunció su regreso para una temporada número 67 en 20169. El 29 de agosto de 2015, Scully mencionó que la temporada de 2016 podría ser la última. En noviembre de 2015, su decisión parecía tomada y anunció que 2016 sería su 67.º y último año en la micro.
Describe su último partido el 2 de octubre de 2016 cuando los Dodgers visitan a los Giants en San Francisco, 80 años después de haberse convertido en fanático de los New York Giants a los 8 años en el Bronx, donde creció.
El 11 de abril de 2016, la dirección del Dodger Stadium se convirtió oficialmente en 1000 Vin Scully Avenue; el Elysian Park Avenue fue renombrado en su nombre para honrar su última temporada comentando juegos para los Dodgers de Los Ángeles. El 22 de noviembre de 2016 recibió la Medalla Presidencial de la Libertad, el más alto honor civil otorgado por el presidente de los Estados Unidos. Vin Scully es padre de cuatro hijos: tres con su primera esposa, Joan, quien murió en 1972; otro nacido de su segunda esposa Sandra, madre de dos hijos de una unión anterior con quien se casó a fines de 1973. Murió el 2 de agosto de 2022 a la edad de 94 años en su casa.